# Champrond
Champrond é uma comuna francesa na região administrativa do País do Loire, no departamento de Sarthe. Estende-se por uma área de 6 km². Em 2010 a comuna tinha 74 habitantes (densidade: 12,3 hab./km²).